# Humberto Martínez
Humberto Martínez Vega (Guadalajara, Jalisco, 20 de octubre de 1980) es un exfutbolista y entrenador mexicano; se desempeñaba como guardameta.

## Trayectoria
Inició su carrera deportiva en la Temporada 1999-2000 con el Atlante. De cara al Clausura 2003, llegó a Jaguares de Chiapas y permaneció en el club hasta la Temporada 2007-2008.
Para la Temporada 2008-2009, sus servicios fueron requeridos por el Irapuato en la Primera División A; regresó a la Primera División de México con Jaguares para el Apertura 2009. 
Volvió a la División de Plata con Irapuato para el Clausura 2010. Después de permanecer seis meses con los Freseros, emigró a Correcaminos de la UAT; de cara al Apertura 2011, fue a préstamo al Club Tijuana, para retornar con el conjunto tamaulipeco al siguiente torneo. Se retiró en el 2016.

## Clubes

### Futbolista
| Club                   | País   | Año           |
| ---------------------- | ------ | ------------- |
| Atlante                | México | 1999-2002     |
| Jaguares de Chiapas    | México | 2003-2008     |
| Irapuato               | México | 2008-2009     |
| Jaguares de Chiapas    | México | Apertura 2009 |
| Irapuato               | México | Clausura 2010 |
| Correcaminos de la UAT | México | 2010-2011     |
| Club Tijuana           | México | Apertura 2011 |
| Correcaminos de la UAT | México | 2012-2016     |